# Komarno (hromada)
Komarno – hromada terytorialna w rejonie lwowskim obwodu lwowskiego Ukrainy. Siedzibą hromady jest miasto Komarno.
Hromadę utworzono  w ramach reformy decentralizacji.

## Miejscowości hromady
W skład hromady wchodzi miasto Komarno i 21 wsi

- Komarno – miasto, centrum hromady
- Andrianów
- Brzeziec
- Buczały
- Grabowna
- Jakimczyce
- Katarynice
- Klicko
- Litewka
- Łowczyce
- Manasterzec
- Mosty
- Nowa Wieś
- Paleniki
- Peremożne
- Podzwierzyniec
- Polana
- Rumno
- Tatarynów
- Terszaków
- Tuligłowy
- Zabołottia